# Linnaemya jaroschevskyi
Linnaemya jaroschevskyi är en tvåvingeart som beskrevs av Zimin 1954. Linnaemya jaroschevskyi ingår i släktet Linnaemya och familjen parasitflugor. Inga underarter finns listade i Catalogue of Life.